# Tachiidrite
La tachiidrite è un minerale.